# Hươu đốm đảo Visayas
Hươu đốm đảo Visayas (danh pháp hai phần: Rusa alfredi) là một loài động vật có vú trong họ Hươu nai, bộ Guốc chẵn. Loài này được Sclater mô tả năm 1870.
Đây là một loài sống về đêm và nguy cơ tuyệt chủng sinh sồn chủ yếu trong các khu rừng nhiệt đới của đảo Visayas của Panay và Negros mặc dù chúng đã từng hiện diện khắp các đảo khác như Cebu, Guimaras, Leyte, Masbate, và Samar. Đây là một trong ba loài hươu loài đặc hữu ở Philippines, mặc dù nó không được công nhận là một loài riêng biệt cho đến năm 1983. Ước tính có khoảng 2.500 cá thể trưởng thành sống sót trên toàn thế giới tại thời điểm 1996, theo ước tính của IUCN.
Mặc dù người ta không chắc chắn có bao nhiêu trong số chúng vẫn còn tồn tại trong tự nhiên. Chế độ ăn của loài nai này bao gồm các loại cỏ, lá và chồi trong rừng, là chỉ số hàng đầu về môi trường sống của chúng. Từ năm 1991, phạm vi của loài nai này đã giảm nghiêm trọng và ngày nay gần như ở các cánh đồng rộng lớn với loài lợn hoang đảo Visayas.

## Hình ảnh

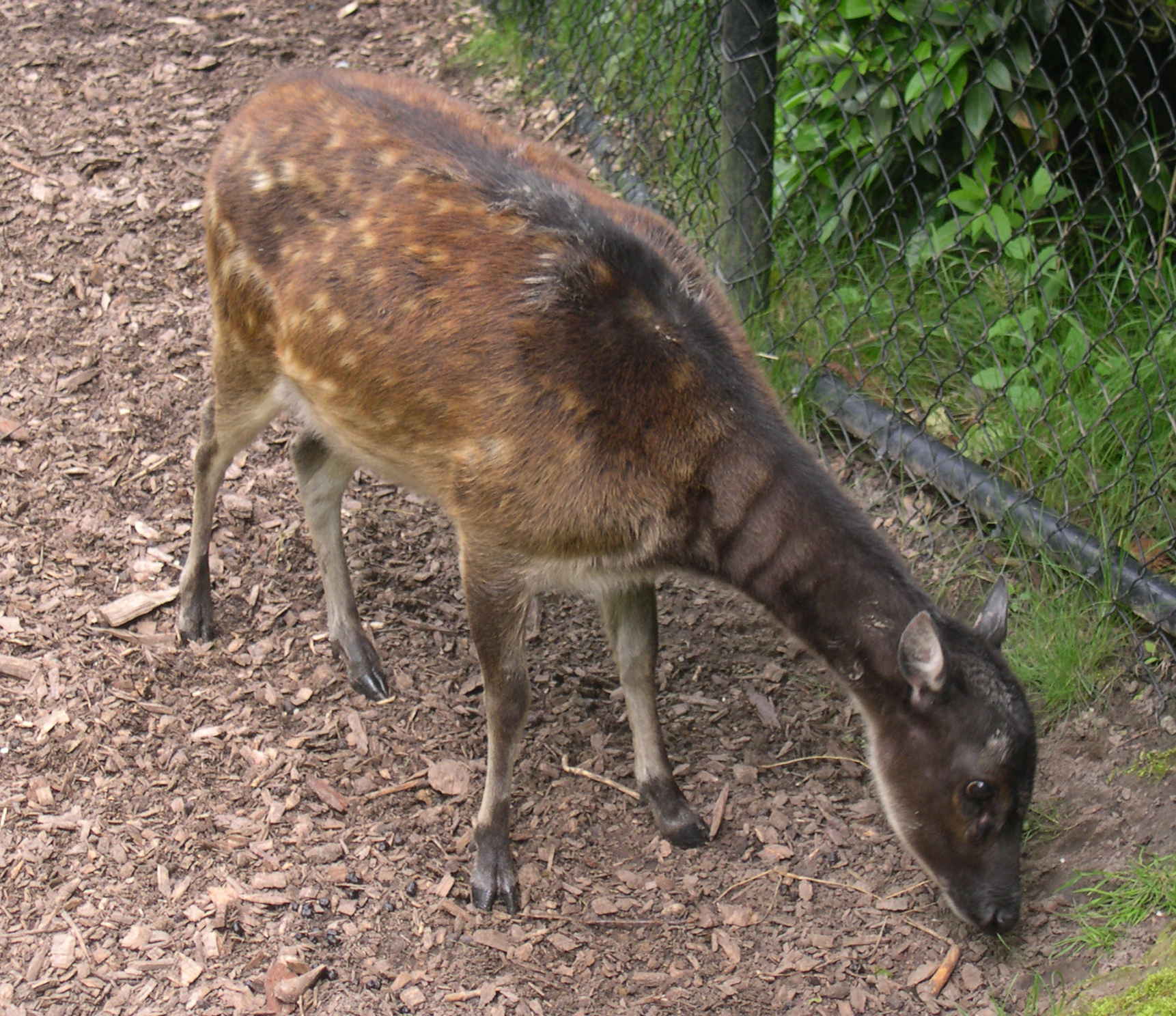
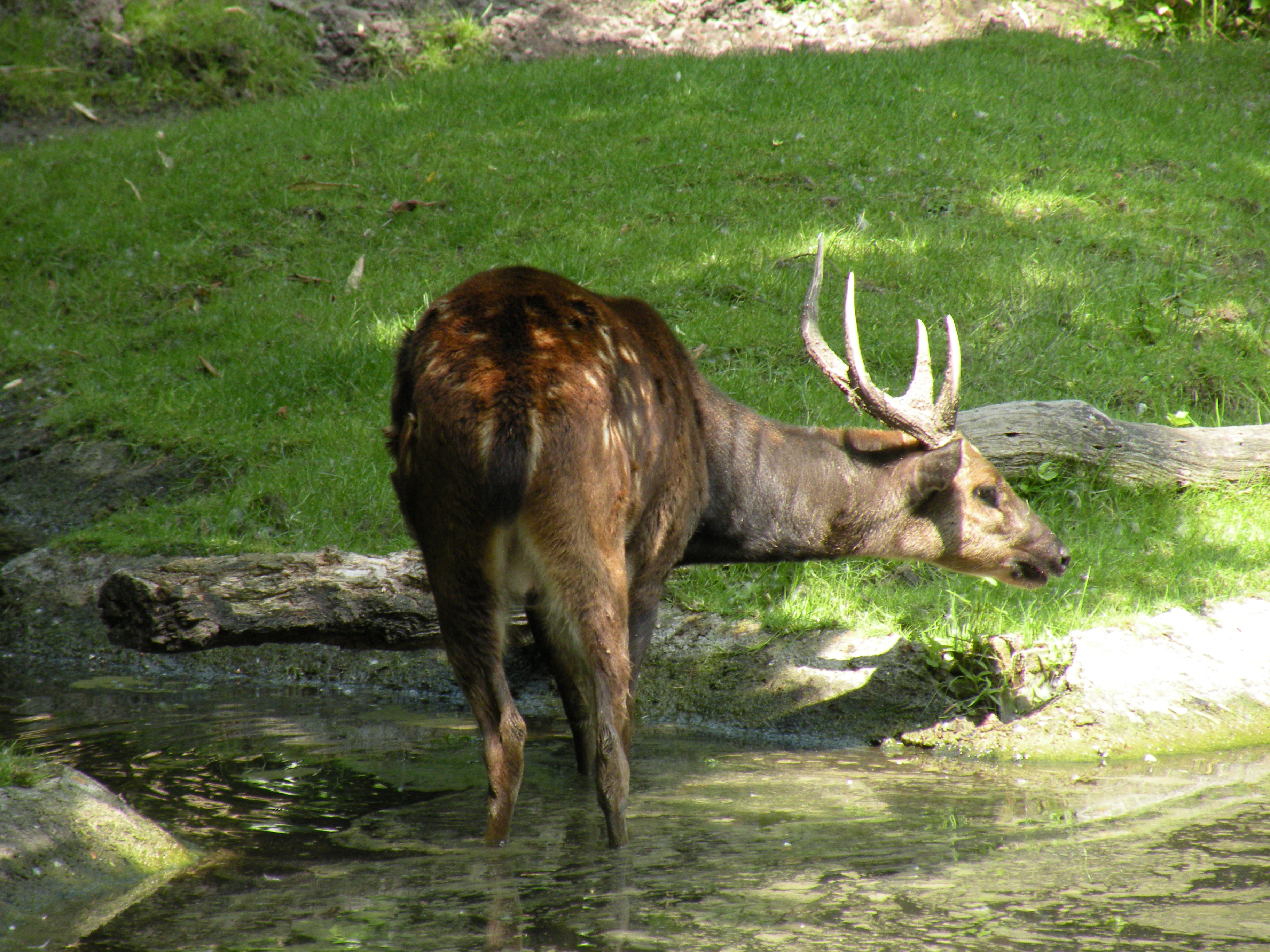
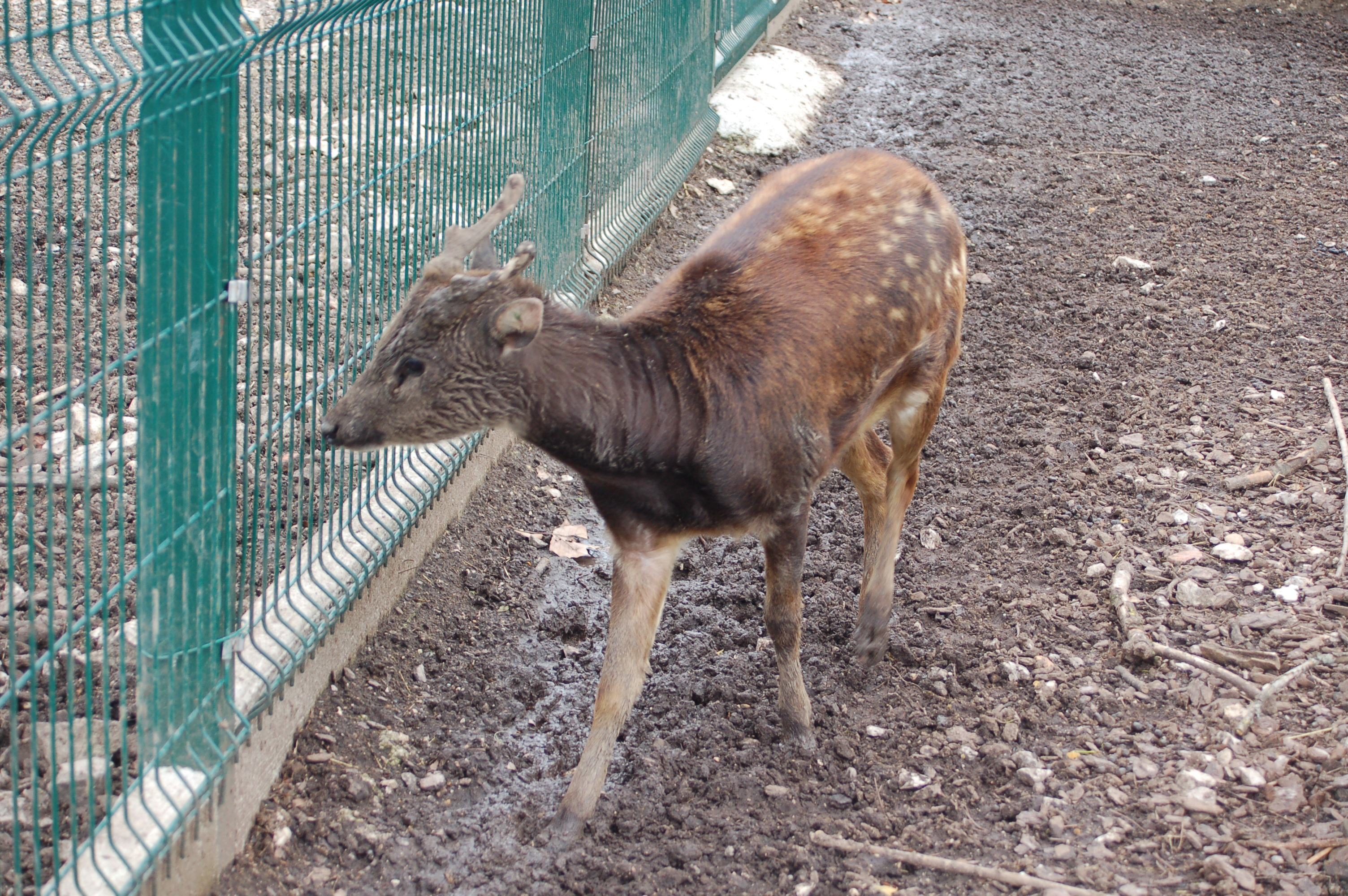
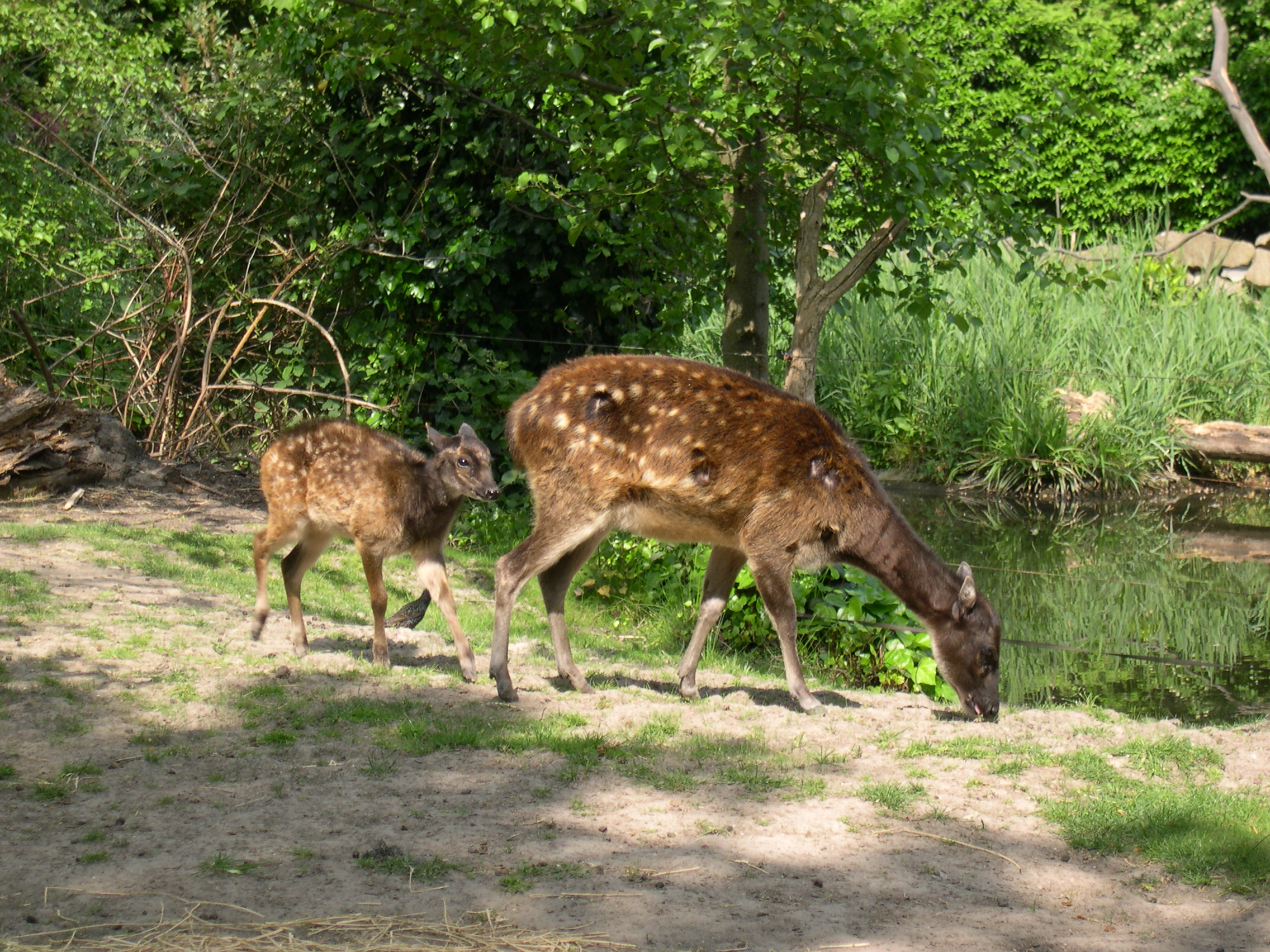